# La speranza
La speranza è un romanzo dello scrittore e politico francese André Malraux pubblicato nel 1937, e basato sulle sue esperienze nella guerra civile spagnola, durante la quale Malraux militò nell'aeronautica repubblicana.

## Trama
Il romanzo racconta le vicissitudini di un gruppo di personaggi che combattono nelle file delle forze della Repubblica spagnola all'inizio della guerra di Spagna, quindi dalla metà del 1936 ai primi mesi del 1937. Tra di essi spicca il francese Magnin, autoritratto di Malraux, che comanda una squadriglia di aviatori di diversa provenienza nazionale. Tra i personaggi del romanzo, vi è anche l'intellettuale antifascista italiano Nicola Chiaromonte, rappresentato sotto il nome di Giovanni Scali.

## Edizioni italiane
- La speranza, traduzione di Giuseppe Ravegnani, Collana Medusa n.377, Milano, Arnoldo Mondadori Editore, 1956,  p. 448. - Nota introduttiva di Ferruccio Fölkel, Collana Oscar n.254, 1980; introduzione di Enzo Golino, Oscar Mondadori, 1989; Collana Oscar classici moderni, 1992, ISBN 88-04-36491-2.
- La speranza, traduzione di Giovanni Pacchiano, Introduzione di Enzo Golino, Collana I grandi tascabili, Milano-Firenze, Bompiani, 2020, ISBN 978-88-301-0371-9.